# Флаг Восточного Измайлова
Флаг муниципального образования Восто́чное Изма́йлово в Восточном административном округе города Москвы Российской Федерации — опознавательно-правовой знак, служащий официальным символом муниципального образования.

## Описание
24 июля 2001 года, распоряжением префекта Восточного административного округа № 573-В-РП, был утверждён флаг района Восточное Измайлово. Описание флага гласило:

Флаг района Восточное Измайлово представляет собой зелёное прямоугольное полотнище с соотношением сторон как 2/3.
В центре полотнища изображение белого шанцевого треугольника с сидящей внутри белой совой. Габаритные размеры белого шанцевого треугольника составляют 2/3 длины полотнища, 4/5 ширины полотнища.

8 июля 2004 года, решением муниципального Собрания № 40, данный флаг был утверждён флагом внутригородского муниципального образования Восточное Измайлово. В рисунке и описании флага были незначительно изменены пропорции центральной фигуры:

Флаг муниципального образования Восточное Измайлово представляет собой двустороннее, прямоугольное полотнище с соотношением сторон 2:3.
В центре зелёного полотнища помещено изображение треугольного белого шанцевого укрепления, внутри которого белая сова, сидящая на белой дубовой ветке. Габаритные размеры изображения составляют 7/12 длины и 3/4 ширины полотнища.

## Обоснование символики
Белая сова, символ мудрости, означает наличие в муниципальном образования широкой сети научно-исследовательских и образовательных учреждений.
Белое шанцевое укрепление символизирует историческую достопримечательность муниципального образования — сохранившиеся до настоящих дней земляные валы древней крепости.
Зелёный цвет полотнища символизирует нахождение на территории муниципального образования Измайловского лесопарка, а также красивейшего Сиреневого бульвара, название которого связано с сиреневым питомником селекционера Л. А. Колесникова.
Белый цвет (серебро) в геральдике символизирует чистоту, мудрость, благородство, мир, взаимосотрудничество.